# Windows Server 2003
Windows Server 2003 (kodno ime  Whistler Server ) je Microsoftov operacijski sistem. Temelji na Windows XP. Namenjen je za strežnike. Windows Server 2003 je bolj prilagodljiv kot njegov predhodnik Windows 2000.

## Nove in posodobljene funkcije
- Internet Information Services (IIS) v6.0 - precej izboljšan od prejšnje verzije.
- Izboljšana privzeta varnost kot v predhodnikih, saj je večina servisov onesposobljenih
- Opazne spremembe pri Message Queuing.
- Manage Your Server - orodje, ki omogoča administratorju prilagoditve za strežnik.
- Izboljšave pri upravljanju Group Policy
- Ima backup program za obnovitev izgubljenih datotek.

## Različice

### Standard Edition
Windows Server 2003 Standard Edition je namenjen manjšim do srednje velikim podjetjem. Standard Edition omogoča deljenje datotek, tiskanje in varno internetno povezavo. Sprva je bil na voljo samo v 32-bitni različici. Šele aprila 2005 je izšel tudi v 64-bitni različici. Windows Server 2003 lahko študentje zastonj prenesejo kot del DreamSpark programa.

### Enterprise Edition
Windows Server 2003 Enterprise Edition je namenjen srednje do velikim podjetjem. Je polno delujoči strežnik z maksimalno osmimi procesorji. Windows Server 2003 Enterprise Edition lahko v 64-bitni različici naslovi tudi do 1 terabajt (1024 GB) pomnilnika.

### Web Edition
Windows Server 2003 Web Edition je namenjen za izdelovanje in gostovanje spletnih aplikacij, strani in XML spletnih uslug. Samo 10 povezav z deljenjem datotek je mogočih v Web Edition. Podpira maksimalno dva procesorja in 2 gigabajta pomnilnika.

### Datacenter Edition
Windows Server 2003 Datacenter Edition je narejen za infrastrukture, ki zahtevajo zanesljivost in varnost. Na voljo je za x86, Itanium in x86_64 procesorje. Podpira maksimalno 32 procesorjev in 64 gigabajtov pomnilnika pri x86 različici, ter 1 terabajt pri x64 različici.

## Sistemske zahteve
|                                   | Express Edition | Workgroup Edition | Standard Edition | Enterprise Edition |
| --------------------------------- | --------------- | ----------------- | ---------------- | ------------------ |
| Število procesorjev               | 1               | 1                 | 1-4              | 1-8                |
| 32-bit in 64-bit verzije na voljo | Yes             | Yes               | Yes              | Yes                |
| Število diskov                    | 2               | 4                 | Neskončno        | Neskončno          |
| NICi                              | 1               | 2                 | Neskončno        | Neskončno          |
| Tiskanje                          | Ne              | Da                | Da               | Da                 |
| CALi potrebovani                  | Ne              | Ne                | Ne               | Ne                 |
| iSCSI podpora                     | Optional        | Optional          | Optional         | Optional           |
| Kopičenje                         | Ne              | Ne                | Ne               | Da                 |

## Posodobitve

### Windows Server 2003 R2
Windows Server 2003 R2 je posodobljen Windows Server 2003. Izšel je k proizvajalcem 6. decembra 2005.

### Servisni paket 1
Servisni paket 1 temelji na servisnem paketu 2 pri Windows XP. Med posodobitvami je Media Player 10, posodobljen Windows požarni zid, "vroče posodabljanje" (nameščanje posodobitev brez ponovnega zagona), Internet Explorer SP2 in mnoge druge posodobitve.

### Servisni paket 2
Servisni paket 2 je izšel 13. marca 2007. Izšel naj bi v prvi polovici 2006, vendar je Microsoft zakasnil izid.
Sodeč po Microsoftovi spletni strani, ni v načrtu servisnega paketa 3.